# Ida Engvoll
Ida Engvoll, née le 6 octobre 1985 est une actrice suédoise.

## Filmographie

### À la télévision
- 2009 : Beck (série télévisée) : Maria Fors
- 2011 : Gustafsson 3 tr (série TV) : Greta
- 2011 : Anno 1790 (série TV) : Hedvig Fälth
- 2012 : Arne Dahl: Europa blues (série TV) : Dyta
- 2013 : Les Enquêtes d'Erica : La reine de la lumière (Fjällbackamorden: Ljusets drottning) (TV) : Fia
- 2013 : Den fördömde (série TV) : Sandra Heed
- 2015 : Le Quatrième Homme (Den fjärde mannen) (série télévisée) : Helena Stein, 17 ans
- 2015 : The Inspector and the Sea (Der Kommissar und das Meer) (série TV) : Elsa Norén
- 2015 : The Team (série télévisée) : Kit Ekdal
- 2015 : Bron (série télévisée) : Tina
- 2017 : Rebecka Martinsson (série TV) : Rebecka Martinsson
- 2017 : Notre grande famille (Bonusfamiljen) (série TV) : Therese
- 2017 : Vår tid är nu (série télévisée) : Ester
- Depuis 2020 : Love & Anarchy (Kärlek & Anarki) (série TV) : Sofie

### Au cinéma
- 2013 : Crimes of Passion: Death of a Loved One (Mördaren ljuger inte ensam) : Lil
- 2013 : Bäst före : Katja
- 2013 : Nobody Owns Me (Mig äger ingen) : Lisa
- 2014 : Medicinen : Linda
- 2015 : For Better and Worse (I nöd eller lust) : Hanna
- 2015 : Mr. Ove (En man som heter Ove) : Sonja
- 2016 : Upp i det blå
- 2021 : White Trash (Vitt skräp) : Kim
- 2023 : Paradise Is Burning : Hanna